# Балкански район на военните действия
Балканският район на военните действия е основен за хода на Руско-турската война (1877-1878).
Районът на военните действия на Балканския полуостров е ограничен:
- на север – от границите на Румъния с Австро-Унгария и Русия;
- на юг – от Егейско и Мраморно море;
- на изток – от Черно море.

Действията на Руската армия, съвместно с румънски части на запад, достигат до линията Западна Стара планина – Рила – залив Порто Лагос. Западно от тази линия действуват сръбските, а още по-западно – черногорските войски.
Територията на Румъния служи като база за стратегическо развръщане на Руската армия. Река Дунав е сериозна водна преграда. Нейното преодоляване е главна задача в началния етап на военните действия. Северна България, независимо от неразвитата съобщителна мрежа, е подходяща за развръщане на мащабни военни операции. В стратегическо отношение на изток най-голямо е значението на Четириъгълникът на крепостите: Русе - Силистра - Варна - Шумен. Допълван е от Видинската крепост на запад.
Голямо препятствие за настъпателни действия към Южна България е Стара планина. Преминаването и е възможно през ограничен брой проходи, чиято отбрана е по силите на сравнително малобройни части. С изключение на Родопския масив Южна България дава възможност за провеждане на широкомащабни военни операции. Естественото тяхно направление е към проливите Босфора и Дарданелите. Истанбул – столицата на Османската империя, е слабо защитен чрез природни прегради по суша. Районът предоставя възможности както за отбранителни, така и за настъпателни действия при наличието на боеспособна армия в заключителния етап на войната.
Руската армия има важно стратегическо предимство, обусловено от целите и характера на войната – всестранната помощ от християнското население, главно от преобладаващите българи. Османското командване е лишено от сигурност на тила в района на бойните действия.
В хода на войната Руската армия успява да преодолее неблагоприятните орохидрографски и климатични условия. Изпълнява целите, поставени с Руския план на военните действия.